# 奧里韋西
奧里韋西（芬蘭語：Orivesi）是芬蘭南部皮尔坎马区以“城市”为称呼的市镇。距離坦佩雷約40公里。始建於1865年，市镇面積为960.08平方公里，2023年人口数量为8,842人，其中約98%居民的母語是芬蘭語。

## 外部連結
- 官方网站  （文）